# Trasillo di Mende
Tiberio Claudio Trasillo, anche noto come Trasillo di Mende (in latino Tiberius Claudius Trasyllus; Mende, ... – 36), è stato un astrologo e grammatico greco antico.

## Biografia
Trasillo era un egiziano di lingua greca originario di Mende, o Mendes, in Egitto. Talvolta le fonti secondarie affermano che provenisse da Alessandria d'Egitto, ma in realtà nessuna testimonianza dell'epoca conferma questa informazione. Inoltre, è possibile che Tiberio Claudio Trasillo, l'astrologo dell'imperatore Tiberio di cui parlano gli Annales di Tacito e le Vite dei Cesari di Svetonio, sia una persona diversa dal grammatico di Mende.
Infatti, mentre Trasillo di Mende fu un grammatico alessandrino, editore delle opere di Platone e Democrito, Tiberio Claudio Trasillo è meglio conosciuto come l'astrologo personale di Tiberio che incontrò, non ancora erede designato di Augusto, sull'isola di Rodi, dove si trovava in esilio e dove gli predisse che sarebbe stato presto richiamato a Roma per essere nominato ufficialmente erede al trono. Successivamente rimase con lui durante gli anni di regno (14 - 37), ottenendo inoltre la cittadinanza romana per sé e per la moglie, Aka II di Commagene (quest'ultima era probabilmente discendente del re Antioco I Theos di Commagene, e quindi principessa).
La nuora di Tiberio, Claudia Livilla, lo consultò ai tempi della sua tresca con il prefetto del Pretorio Lucio Elio Seiano, e Trasillo convinse l'imperatore a lasciare Roma per Capri, appoggiando clandestinamente Seiano. Fu allora che il genero di Trasillo, Nevio Sutorio Macrone, obbedì all'ordine di liquidare il Prefetto (31), anche se non è chiaro se Trasillo ne fosse a conoscenza. Rimase dunque con Tiberio a Capri, consigliandolo nella scelta tra i vari pretendenti alla successione e sostenendo in particolare Caligola, nipote dell'imperatore, con il quale sua nipote Ennia aveva una travagliata relazione.
Da Aka II, Trasillo ebbe due figli: un maschio, Tiberio Claudio Balbillo, e una femmina, Ennia, che sposò il Prefetto del Pretorio Nevio Sutorio Macrone. Tramite il figlio, divenne nonno di Claudia Capitolina, futura moglie del principe greco Gaio Giulio Archelao Antioco Epifane, erede al trono di Commagene. La coppia ebbe come figli (pronipoti di Trasillo) il principe Gaio Giulio Antioco Epifane Filopappo e la principessa Giulia Balbilla.
Predisse poi a Tiberio una vita lunga, così da salvare la vita a molti nobili romani sospettati, a torto, di complottare contro l'imperatore: credendo implicitamente a Trasillo, Tiberio confidava nel fatto che sarebbe scampato a qualsiasi complotto, e così non tentò di contrastarli. Trasillo premunì l'imperatore, ma non visse abbastanza per vedere realizzata la sua predizione sulla successione di Caligola (37).

## Opere
Trasillo è autore di un Pinax andato perduto, ma parafrasato in fonti successive, nel quale prende a prestito nozioni astrologiche trovate in Nechepso/Petosiris ed Ermete Trismegisto, prime fonti pseudoepigrafiche di astrologia. Viene citato da Vettio Valente, Porfirio ed Efestione di Tebe.